# Burg Parsberg
Die Burg Parsberg ist eine Höhenburg auf 550 m ü. NN in der Stadt Parsberg im Landkreis Neumarkt in der Oberpfalz in Bayern. Die Anlage wird als Bodendenkmal unter der Aktennummer D-3-6836-0102 im Bayernatlas als „archäologische Befunde des Mittelalters und der frühen Neuzeit im Bereich des ehemaligen Schlosses und der Burgruine Parsberg“ geführt. Ebenso ist sie unter der Aktennummer D-3-73-151-52 als denkmalgeschütztes Baudenkmal von Parsberg verzeichnet. In der unteren Burg befindet sich das Burgmuseum Parsberg.

## Geschichte
Die Burg war Stammsitz des Parsberger Geschlechts und wurde erstmals in einer Urkunde von 1205 als „Castrum Bartesperch“ erwähnt. In einer Bestätigungsurkunde von 1224 wird der Ort Parsberg als „Parsperch“ bezeichnet. Vermutlich 1315 wurde die erste Parsberger Burg im Zuge einer kriegerischen Auseinandersetzung zwischen den oberbayerischen Herzögen Rudolf I. und seinem jüngeren Bruder Ludwig IV. nach kurzer Belagerung durch Herzog Ludwig zerstört, da Dietrich von Parsberg einer der führenden Gefolgsleute von Herzog Rudolf I. war. Anschließend erfolgte der Wiederaufbau der Höhenburg mit einer Erweiterung der Burganlage um 1450. Vermutlich Mitte des 16. Jahrhunderts wurde die Burganlage durch Haug von Parsberg in die heutige Form gebracht. Diese  Aussagen zur Baugeschichte der Burg beruhen lediglich auf Indizien. Konkrete Belege dafür gibt es nicht (außer den Urkunden von 1205 und 1224).
1632, im Dreißigjährigen Krieg, wurde die Burg möglicherweise durch die Schweden zerstört (dies ist völlig ungesichert und eher unwahrscheinlich!). In der Spitzner-Chronik ist hierzu Folgendes vermerkt:

„Der äußere, in den Torhof führende Torbogen trägt in neuer Fresko-Malerei die Wappen der Besitzer der Burg, links das der Herren von Parsberg, in der Mitte das der Grafen von Schönborn und rechts das bayerische Staatswappen. Der einfache Torbogen, der in den inneren Hof führt, trägt eine kleine Steintafel mit dem Wappen der Parsberger, der Unterschrift „Parsperg“ und der Jahreszahl 1600. Ehemals beschützte den Eingang ein dreifacher Torzwinger, von dem jetzt nur noch dürftige Spuren festzustellen sind. Aus der Jahreszahl 1600 glaubte man schließen zu können, dass das obere und das untere Schloss zu diesem Zeitpunkt bereits erbaut waren. Beide Bauwerke sollen im Dreißigjährigen Krieg (1618–1648) von den Schweden zerstört worden sein. Für die alte, heute noch als Ruine auf der Bergkuppe stehende Burg trifft dies mit Sicherheit zu. Dagegen ist es noch nicht erwiesen, dass 1600 das obere und untere Schloss bereits gestanden haben. Möglicherweise war zu diesem Zeitpunkt nur das obere Schloss erbaut. Die Anbringung der Tafel am Torbogen beweist noch nicht, dass beide Schlossbauten vor dem Dreißigjährigen Krieg bereits standen. Es ist wahrscheinlich, dass der Gesamtbestand von den Schweden in dieser Zeit erheblich zerstört wurde und beide Bauwerke in ihrer heutigen Gestalt erst nach dieser Zeit, mit Sicherheit aber noch im 17. Jahrhundert, wieder aufgebaut wurden. Alle diesbezüglichen Annahmen bleiben vorerst hypothetisch.“

Markt Parsberg in der zweiten Hälfte des 18. Jahrhunderts mit Burg und alter Pfarrkirche. Zu sehen ist bereits der 1736–1738 von den Grafen von Schönborn neu erbaute Kirchturm, der auch heute noch die Kirche ziert. Das eingezäunte Gelände im Vordergrund war der ehemalige Schlossgarten. Die Mauer existiert zum Teil heute noch innerhalb des inzwischen bebauten Geländes.

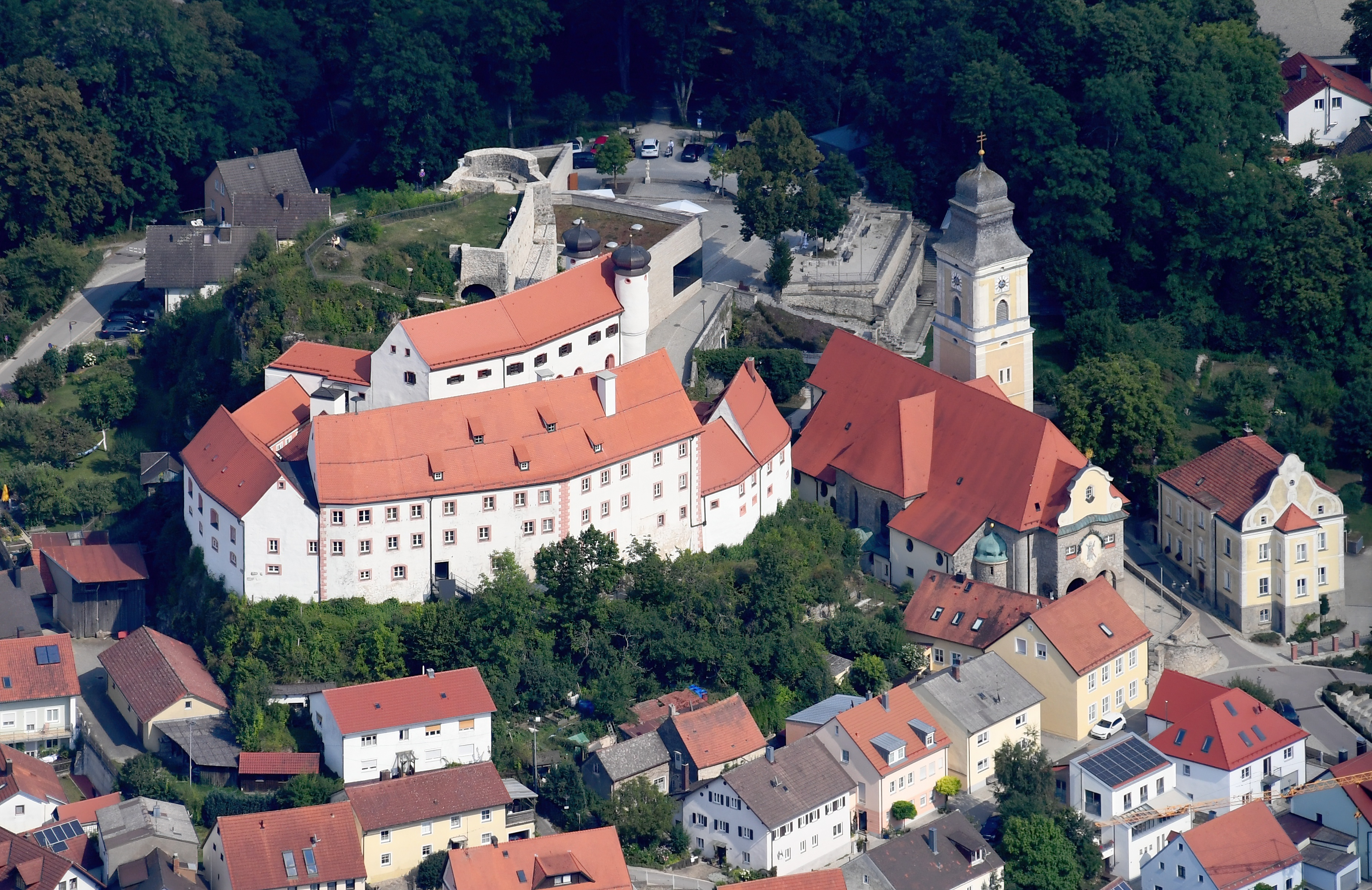
Luftbild der Burg Parsberg

Diese Aussagen sind teils fragwürdig und teils falsch. In einer Darstellung der Burg von 1600 (Vogel/Stang, Plansammlung 3597 im bayerischen Hauptstaatsarchiv München) ist die Burg bereits weitgehend so dargestellt, wie sie jetzt noch existiert. Nach dem Dreißigjährigen Krieg hätten die Parsberger gar nicht mehr die Mittel besessen, einen Burgkomplex zu errichten, wie er derzeit noch besteht.
Parsberg wurde 1799 nach der Auflösung der Kabinettsgüteradministration direkt der Kurfürstlichen Hofkammer in München unterstellt, 1803 im Zuge des Reichsdeputationshauptschlusses in das Kurfürstentum Bayern integriert. Seit 1918 befindet sich die Burganlage im Besitz des Freistaats Bayern als Nachfolger des Königreichs Bayern.
1803 entstand das Königlich-Bayerische Landgericht Parsberg aus den Landgerichtsämtern Parsberg, Velburg und Lupburg bis in die zweite Hälfte des 19. Jahrhunderts, danach wurde es zum Amtsgericht mit Sitz in der Burg. Die Burg wurde für die Einrichtung des Gerichts und für Wohnnutzung umgebaut.
Nach der Auflösung des Landkreises Parsberg 1972 (Gebietsreform zugunsten der Landkreise Neumarkt in der Oberpfalz und Regensburg) und dem Abzug von Ämtern und Behörden blieb die Burg bis 1974 ungenutzt. 1974 wurde die dem Freistaat Bayern gehörende Burg durch die Stadt Parsberg angemietet. Sie sollte für Aufgaben der Stadtverwaltung, zu Repräsentationszwecken und für Wohnzwecke genutzt werden. 1980 zog die Stadtverwaltung von der Burg ins ehemalige Landratsamt um, das heute als Rathaus dient.
1981 wurde in sieben Räumen der Unteren Burg ein vorläufiges Museum (Provisorium) eingerichtet, um die Landesstelle der Nichtstaatlichen Museen von der Qualität der Exponate zu überzeugen. Seit 1981/82 begann dann kontinuierlich die Einrichtung der Unteren Burg zu einem volkskundlich und zeitgeschichtlich ausgerichteten Museum, das Burgmuseum Parsberg, das mittlerweile bayernweit eine beachtliche Stellung einnimmt.

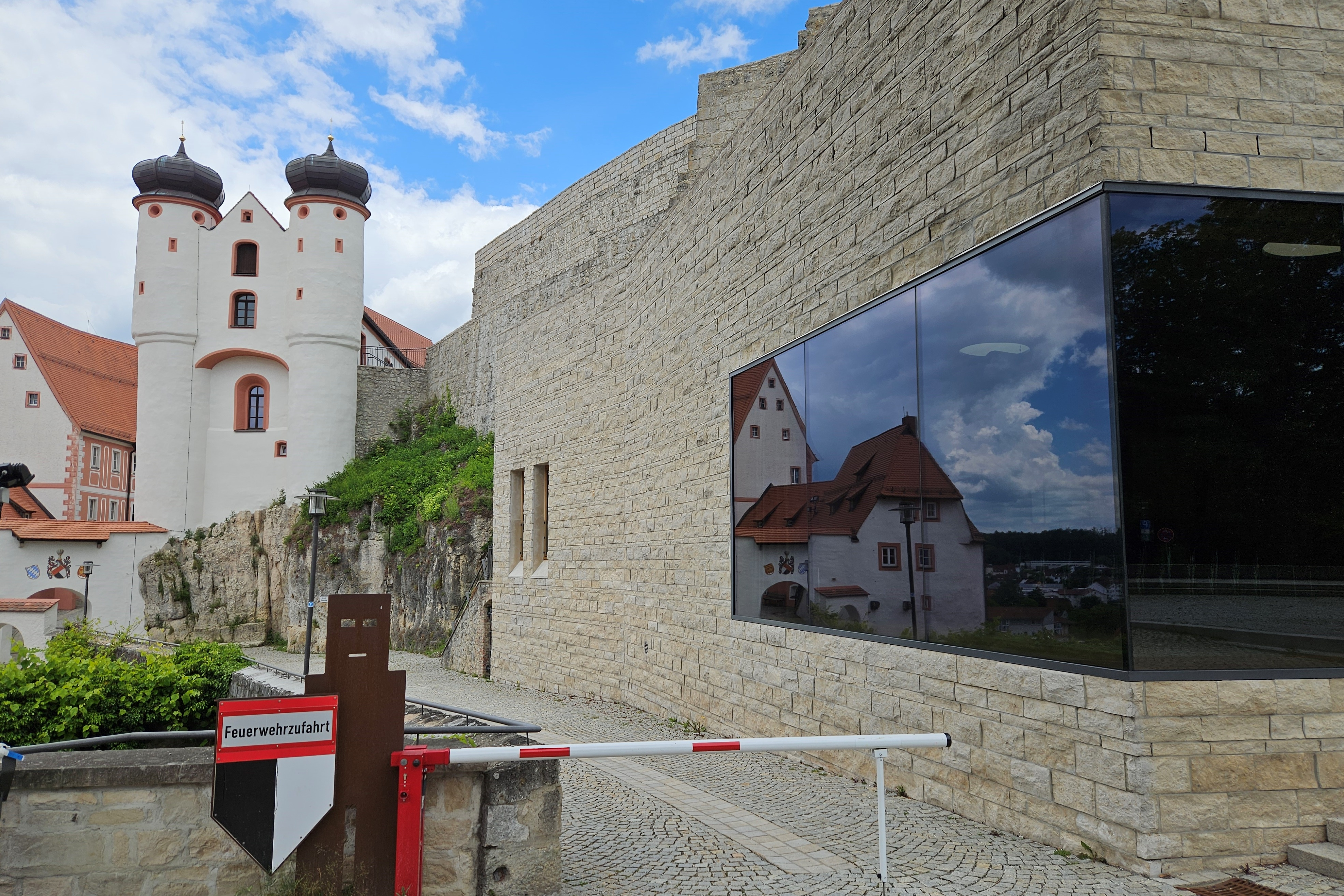
Zugang zur Burg